# Liste öffentlicher Kneipp-Anlagen in Rheinland-Pfalz
In der Liste öffentlicher Kneipp-Anlagen in Rheinland-Pfalz sind Kneipp-Anlagen in Rheinland-Pfalz aufgeführt. Sie ist primär nach Orten sortiert, unabhängig davon, ob es sich um Ortsteile, Gemeinden oder Städte handelt. Kneipp-Anlagen können laut Kneipp-Bund in Form von Wassertretanlagen oder Armbecken vorliegen und unterliegen grundsätzlich nicht der Trinkwasserverordnung. Kneipp-Anlagen werden häufig künstlich angelegt. Daneben gibt es in den natürlichen Verlauf von Fließgewässern eingebettete Wassertretstellen. Kneippen ist eine Behandlungsmethode der Hydrotherapie, die auf der Grundlage von Sebastian Kneipp angewendet wird. Hierbei wird in kaltem Wasser auf der Stelle geschritten. In Armbecken werden die Arme bis zur Mitte der Oberarme ins kalte Wasser getaucht. Der Artikel ist Teil der übergeordneten Liste öffentlicher Kneipp-Anlagen in Deutschland. Die Liste erhebt keinen Anspruch auf Vollständigkeit.

## Liste
Die folgende Liste umfasst für Rheinland-Pfalz 17 öffentliche Kneipp-Anlagen (Stand: 4. Oktober 2021):
| Bild             | Ort                          | Kreis                 | Beschreibung                                                                                                | ↴ Zufluss / ↳ Abfluss | Standort             |
| ---------------- | ---------------------------- | --------------------- | --- | --------------------- | -------------------- |
| Bild gesucht BW  | Bad Bergzabern               | Südliche Weinstraße   | |                       | ⊙ Kurpark            |
|                  | Auen                         | Bad Kreuznach         | | ↴↳ Aubach             | ⊙                    |
| (weitere Bilder) | Bad Dürkheim                 | Bad Dürkheim          | |                       | ⊙ Kurpark            |
| Bild gesucht BW  | Bad Neuenahr                 | Ahrweiler             | Kneippbecken Bad Neuenahr                                                                                   |                       | ⊙ Kurpark            |
|                  | Bechhofen                    | Südwestpfalz          | |                       | ⊙ Lambsborner Straße |
| Bild gesucht BW  | Bockenheim an der Weinstraße | Bad Dürkheim          | |                       | ⊙                    |
|                  | Enkenbach-Alsenborn          | Kaiserslautern        | Kneippanlage am Schwimmbad Enkenbach-Alsenborn                                                              |                       | ⊙ Burgstraße         |
| Bild gesucht BW  | Fachbach                     | Rhein-Lahn-Kreis      | | ↴↳ Hungerbach         | ⊙                    |
| Bild gesucht BW  | Falkenstein                  | Donnersbergkreis      | 1997 wurde eine Kneippanlage eröffnet                                                                       |                       | ⊙                    |
| Bild gesucht BW  | Gonbach                      | Donnersbergkreis      | |                       | ⊙                    |
|                  | Mehring                      | Trier-Saarburg        | |                       | ⊙                    |
|                  | Offenheim                    | Landkreis Alzey-Worms | Kneipp-Tretbecken Offenheim                                                                                 | ↴↳ Weidenbach         | ⊙                    |
| Bild gesucht BW  | Rockenhausen                 | Donnersbergkreis      | |                       | ⊙                    |
| Bild gesucht BW  | Sohren                       | Rhein-Hunsrück-Kreis  | Am Waldrand befindet sich eine Kneipp-Anlage                                                                |                       | ⊙                    |
|                  | Wachenheim                   | Landkreis Alzey-Worms | Am Ortsrand befindet sich eine Kneipp-Anlage. Die Anlage war der frühere Mühlbrunnen und wurde 1984 erbaut. |                       | ⊙                    |
|                  | Niefernheim (Zellertal)      | Donnersbergkreis      | Der gusseiserne Laufbrunnen in der Ortsmitte aus dem Jahr 1879 wurde zu einer Kneipp-Anlage umgebaut.       |                       | ⊙                    |
|                  | Zell (Zellertal)             | Donnersbergkreis      | Der gusseiserne Laufbrunnen in der Ortsmitte aus dem Jahr 1877 wurde zu einer Kneipp-Anlage umgebaut.       |                       | ⊙                    |